# لورنس إس. بيكر
لورنس إس. بيكر (بالإنجليزية: Laurence S. Baker)‏ هو عسكري أمريكي، ولد في 15 مايو 1830 في مقاطعة غيتس في الولايات المتحدة، وتوفي في 10 أبريل 1907 في سوفولك في الولايات المتحدة.